# Сесар Рабеноро
Сесар Рабеноро (англ. Césaire Rabenoro) (27 серпня 1923 — 24 січня 2002) — малагасійський письменник, учитель і політик. Міністр закордонних справ Мадагаскару (1991—1993).

## Життєпис
Сесар Рабеноро обіймав посаду міністра закордонних справ Мадагаскару між 1991 та 1993 роками та був ключовою особою першого втручання добровольців Корпусу Миру на Мадагаскар. Він також був послом у Великій Британії та Франції. 
Помер 24 січня 2002 року у віці 78 років.

## Автор книг
Написав декілька книг про зовнішню політику, зокрема:
- «Les Relations extérieures de Madagascar», опублікована 3 травня 2000 року[8].